# يندريخوف هرادتس
يندريخوف هرادتس (بالتشيكية: Jindřichův Hradec)‏ هي بلدة في إقليم جنوب بوهيميا في جمهورية التشيك، وهي مركز مقاطعة يندريخوف هرادتس.
يبلغ عدد سكان هذه البلدة 22,604 حسب إحصاء في سنة 2007.

## أعلام
- كاريل بيرمان
- ليوس فريدل
- ريناتا تومانوفا
- كورت أدلر
- جيري وولف

## اقرأ أيضاً
- مقاطعة يندريخوف هرادتس